# Domenico Carpanini
Domenico Antonio Cesare Carpanini (Torino, 9 luglio 1953 – Torino, 28 febbraio 2001) è stato un politico italiano, consigliere comunale a Torino e successivamente vicesindaco dal 1997 fino alla morte.

## Biografia
Carpanini si avvicinò al mondo della politica nel 1969, iscrivendosi al Partito Socialista Italiano di Unità Proletaria, confluito successivamente nel Partito Comunista Italiano. Dopo essere stato eletto consigliere provinciale nelle file del PCI, fu eletto nel 1980 consigliere comunale a Torino ai tempi dell'amministrazione del sindaco Diego Novelli, diventando dapprima capogruppo di maggioranza fino al 1985 e poi capogruppo di opposizione verso le giunte del pentapartito fino al 1992. Convinto migliorista, nel 1991 appoggiò la svolta della Bolognina di Achille Occhetto e aderì al Partito Democratico della Sinistra. Alle elezioni politiche del 1992 si candidò alla Camera dei deputati nella circoscrizione Torino-Novara-Vercelli. Ottenne solo 3445 voti e quindi non risultò eletto.

### Il periodo istituzionale
Alle elezioni comunali del 1993, venne eletto sindaco di Torino Valentino Castellani, sostenuto dal PDS, e Carpanini diventò presidente del Consiglio comunale. Alla tornata amministrativa del 1997, Castellani fu riconfermato primo cittadino e Carpanini assunse il ruolo di vicesindaco del capoluogo piemontese con delega alla Polizia urbana. Questi otto anni vengono definiti come il periodo istituzionale di Carpanini. Da vicesindaco, Carpanini si occupò prevalentemente della questione relativa ai fenomeni migratori iniziati già all'inizio degli anni novanta, cercando di conciliare la pubblica sicurezza con il carattere multirazziale di Torino. Alcuni commentatori del tempo lo definirono il sindaco occulto di Torino, cioè colui che, anche senza raggiungere la visibilità mediatica del primo cittadino Valentino Castellani, aveva un occhio in ogni scampolo di città.

### Candidatura a sindaco e morte
In prossimità delle elezioni amministrative del 2001, Carpanini, all'epoca esponente dei Democratici di Sinistra, fu nominato candidato a sindaco per il comune di Torino sostenuto dalla coalizione dell'Ulivo. Il 28 febbraio 2001, durante il suo primo confronto pubblico presso l'Associazione dei commercianti con il candidato sindaco della Casa delle Libertà Roberto Rosso, venne colpito da un ictus seguito da emorragia cerebrale. A poco valsero i tentativi di salvargli la vita e quella sera Carpanini morì, all'età di 47 anni. È sepolto nel Cimitero monumentale di Torino.
Per sostituirlo nella corsa a sindaco fu scelto il deputato dei DS Sergio Chiamparino, il quale riuscì ad allestire in poco tempo un'efficace campagna elettorale e vinse le elezioni al ballottaggio contro Roberto Rosso con il 52,82% delle preferenze. Chiamparino si presentò ai festeggiamenti per l'investitura a sindaco indossando una maglietta bianca con la scritta "Questa vittoria è per te" e la fotografia di Carpanini.

## La memoria

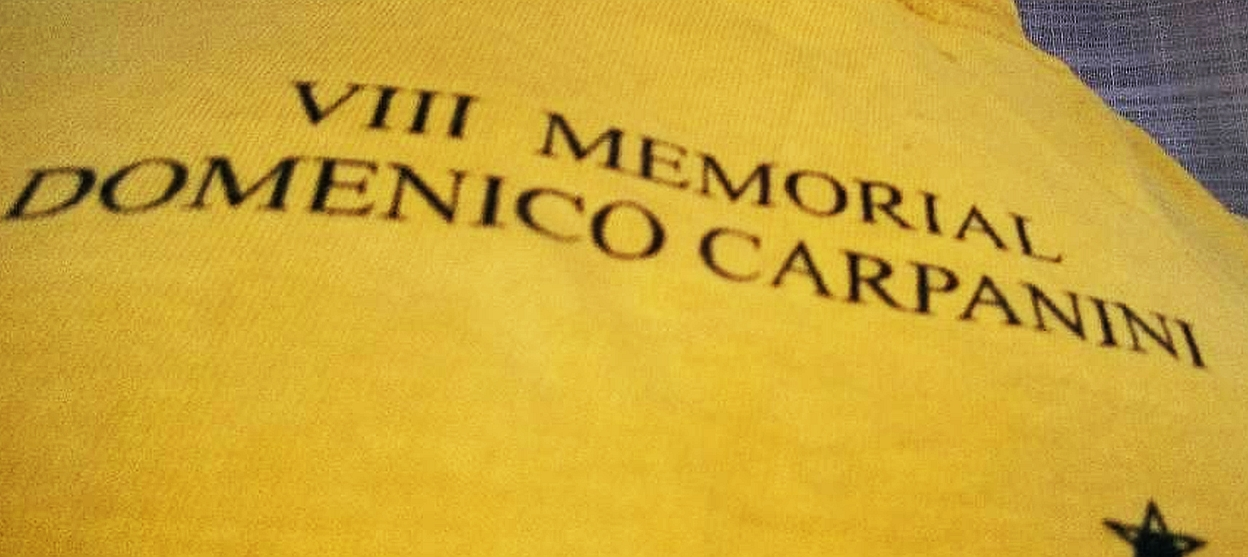
VIII memorial Domenico Carpanini: dettaglio T-shirt

- Un mese dopo la morte di Domenico Carpanini, alla presenza del presidente della camera Luciano Violante, gli fu intitolata la sala dell'ASCOM dove aveva avuto il malore che lo portò alla morte[7].
- A Carpanini è intitolato il ponte sulla Dora Riparia, realizzato dopo l'alluvione del 2000[8].
- Gli è anche stato intitolato il Memorial Carpanini, una corsa podistica che si svolge ogni anno in primavera[9].
- Un fondo che conserva il materiale archivistico raccolto in vita da Carpanini è consultabile presso la Fondazione Istituto Piemontese "Antonio Gramsci"[10].
- Alla sua memoria è anche dedicato il Premio Città di Torino - Domenico Carpanini, che valuta Tesi di laurea ed è stato istituito con la collaborazione di vari enti tra i quali l'Università di Torino, la Fondazione CRT, la Compagnia di San Paolo e il centro UNESCO di Torino[11].